# Natia Natia
Natia Natia (* 2. Februar 1984 in Nu'uuli) ist ein amerikanisch-samoanischer Fußballspieler auf der Position des Zentralen Mittelfelds. Er ist ehemaliger Spieler der Amerikanisch-samoanische Fußballnationalmannschaft und aktuell für den Hauptstadtclub Vaiala Tongan aktiv.

## Karriere

### Verein
Über seine Karriere auf Vereinsebene sind nur wenige Informationen vorhanden. Am 1. Dezember 2013 wechselte er zum amerikanisch-samoanischen Erstligisten Vaiala Tongan. Zur Saison 2022 steht er mit 38 Jahren im Aufgebot des Vereins Vaiala Tongan aus Pago Pago.

### Nationalmannschaft
Sein Debüt für die Amerikanisch-samoanische Fußballnationalmannschaft gab Natia am 10. Mai 2004 im Rahmen der WM-Qualifikation 2006 gegen die Mannschaft aus Samoa. Zwei Tage später, am 12. Mai 2004, war er der erste Fußball-Nationalspieler aus Amerikanisch-Samoa, den in einer Weltmeisterschaftsqualifikation ein Tor gelang. Natia traf zum zwischenzeitlichen 1:2 gegen die Vanuatuische Fußballnationalmannschaft. Bis zu seinem letzten Spiel am 5. September 2011 im Rahmen der XIV. Pazifikspielen gegen die Vanuatu, absolvierte er 10 A-Länderspiele für Amerikanisch-Samoa. Ein Sieg oder Remis mit der Nationalmannschaft gelang ihn während seiner siebenjährigen Karriere nicht.